# Dea Herdželaš
Dea Herdželaš, född den 7 november 1996, är en bosnisk tennisspelare.
Herdželaš debuterade för Bosnien och Hercegovinas Fed Cup-lag i februari 2013, då hon förlorade mot brittiskan Anne Keothavong.